# سد داگشان
سد داگشان (به لاتین: Dagangshan Dam) یک سد و نیروگاه برقابی در چین است که در سیچوآن واقع شده‌است.